# Exochus russeus
Exochus russeus là một loài tò vò trong họ Ichneumonidae.